# Mouilleron-en-Pareds
Mouilleron-en-Pareds foi uma comuna francesa na região administrativa da Pays de la Loire, no departamento de Vendéia. Estendia-se por uma área de 19,97 km². Em 2010 a comuna tinha 1 919 habitantes (densidade: 96,1 hab./km²).
Em 1 de janeiro de 2016, passou a formar parte da nova comuna de Mouilleron-Saint-Germain.